# Dunka mig gul och blå
Dunka mig gul och blå è il singolo di debutto della cantante svedese Frida Appelgren, pubblicato l'11 aprile 2007 in digitale e il successivo 16 maggio in formato fisico su etichetta discografica Warner Music Sweden come primo estratto dall'album Gasen i botten, e successivamente incluso anche nell'album Hoppa upp!. Il brano è stato scritto dalla stessa cantante con Johan Nordlund.

## Tracce
CD
1. Dunka mig gul och blå – 3:36
2. Dunka mig gul och blå (Payami Remix) – 4:10
3. Dunka mig gul och blå (DJ Sebastian Vaught Remix) – 3:44
4. Dunka mig gul och blå (versione acustica) – 3:19

Download digitale
1. Dunka mig gul och blå – 3:34

## Classifiche

### Classifiche settimanali
| Classifica (2007) | Posizione massima |
| ----------------- | ----------------- |
| Svezia            | 1                 |

### Classifiche di fine anno
| Classifica (2007) | Posizione |
| ----------------- | --------- |
| Svezia            | 15        |